# Kimihurura (Sektor)
Kimihurura ist einer von 15 Sektoren im Distrikt Gasabo in der Hauptstadtprovinz Kigali von Ruanda.

## Geographie
Kimihurura hat eine Fläche von 5,1 km² und liegt auf einer Höhe von etwa 1480 m. Der Sektor unterteilt sich in die drei Zellen Kamukina, Kimihurura und Rugando. Nachbarsektoren sind im Norden Kacyiru, im Osten Remera, im Südosten Kicukiro, im Südwesten Gikondo und im Westen Muhima.

## Bevölkerung
Nach der Volkszählung von 2022 betrug die Einwohnerzahl 16.425 Einwohner. Zehn Jahre zuvor waren es 21.672, was einer jährlichen Bevölkerungsabnahme von 2,7 Prozent zwischen 2012 und 2022 entspricht.

## Sehenswürdigkeiten
Innerhalb des Sektors befindet sich in Rugando das Kigali Convention Centre. Der Bau des im Juli 2016 eröffneten Kongresszentrums begann 2009 und kostete rund 300 Millionen US-Dollar. Am Parkplatz vor dem Kongresszentrum steht seit Dezember 2019 das Anti-Corruption Monument, eine 12 Meter hohe Skulptur des irakischen Künstlers Ahmed Al-Bahrani in Form einer menschlichen Hand. Westlich des Kongressgeländes befinden sich Einkaufszentren und der 2007 eröffnete Kimihurura Roundabout Park (ehemals Kigali Centenary Park) und einige hundert Meter nordöstlich in Kamukina die Abgeordnetenkammer von Ruanda und das Campaign Against Genocide Museum.
Der Sektor ist zudem Sitz mehrerer Ministerien Ruandas, darunter das Ministry of Defence (Verteidigungsministerium), das Ministry of Foreign Affairs and International Cooperation („Ministerium für auswärtige Angelegenheiten und internationale Zusammenarbeit“), das Ministry of Infrastructure (Infrastrukturministerium) und das Justizministerium.

## Persönlichkeiten
- Domitilla Mukantaganzwa (* 1964), Richterin